# Vitusita-(Ce)
La vitusita-(Ce) és un mineral de la classe dels fosfats. Rep el seu nom de Vitus Bering, un explorador danès-rus dels mars del nord.

## Característiques
La vitusita-(Ce) és un fosfat de fórmula química Na₃Ce(PO₄)₂. Va ser aprovada com a espècie vàlida per l'Associació Mineralògica Internacional l'any 1976. Cristal·litza en el sistema ortoròmbic. La seva duresa a l'escala de Mohs és 4,5. Es pot alterar a "erikita", una barreja pseudomorfa de monazita i rhabdofana després de vitusita-(Ce). És una espècie relacionada amb la dyrnaesita-(La).
Segons la classificació de Nickel-Strunz, la vitusita-(Ce) pertany a «08.AC: Fosfats, etc. sense anions addicionals, sense H₂O, amb cations de mida mitjana i gran» juntament amb els següents minerals: howardevansita, al·luaudita, arseniopleïta, caryinita, ferroal·luaudita, hagendorfita, johil·lerita, maghagendorfita, nickenichita, varulita, ferrohagendorfita, bradaczekita, yazganita, groatita, bobfergusonita, ferrowyl·lieïta, qingheiïta, rosemaryita, wyl·lieïta, ferrorosemaryita, qingheiïta-(Fe2+), manitobaïta, marićita, berzeliïta, manganberzeliïta, palenzonaïta, schäferita, brianita, olgita, barioolgita, whitlockita, estronciowhitlockita, merrillita, tuïta, ferromerrillita, bobdownsita, chladniïta, fil·lowita, johnsomervilleïta, galileiïta, stornesita-(Y), xenofil·lita, harrisonita, kosnarita, panethita, stanfieldita, ronneburgita, tillmannsita i filatovita.

## Formació i jaciments
Aquesta espècie ha estat descrita gràcies a les mostres obtingudes en dos indrets: el dipòsit d'urani de Kvanefjeld, a l'altiplà de Kuannersuit (Kujalleq, Groenlàndia), i la pegmatita Yubileinaya, al mont Karnasurt (massís de Lovozero, Rússia). També ha estat descrita en altres indrets de Rússia i el Canadà.